# Charles Dudley
Charles Dudley (Harrisburg, Pensilvania, 5 de marzo de 1950) es un exjugador de baloncesto estadounidense que disputó seis temporadas en la NBA. Con 1,88 metros de estatura, jugaba en la posición de base.

## Trayectoria deportiva

### Universidad
Su etapa universitaria transcurrió en los Huskies de la Universidad de Washington, en la que en la última temporada promedió 16,5 puntos por partido.

### Profesional
Fue elegido en la septuagésimo sexta posición del Draft de la NBA de 1972 por Golden State Warriors, y también por los Carolina Cougars en el draft de la ABA. Tras ser despedido por los primeros sin llegar a jugar, fue contratado como agente libre ya avanzada la temporada 1972-73 por Seattle SuperSonics, donde únicamente disputó 12 partidos en los que promedió 2,8 puntos y 1,3 asistencias por partido.
Tras ser despedido por los Sonics, fichó en 1974 por Golden State Warriors, donde jugó cuatro temporadas como suplente de Charles Johnson, logrando en la primera de ellas su único anillo de campeón de la NBA tras derrotar en las Finales a los Washington Bullets. Dudley promedió 4,1 puntos y 2,2 rebotes por partido.
En 1978 fue traspasado a los Chicago Bulls, donde jugó su última temporada como profesional.

## Estadísticas de su carrera en la NBA

### Temporada regular
| Temporada | Edad | Equipo                | Liga | P   | TIT | MIN  | TC  | TCA | %TC  | 3P | 3PA | %3P | TL  | TLA | %TL  | R.OF. | R.DEF. | REB | ASIS | ROB | TAP | PER | FP  | PTS |
| 1972-73   | 22   | Seattle SuperSonics   | NBA  | 12  |     | 8.3  | 0.8 | 1.9 | .435 |    |     |     | 1.2 | 1.3 | .875 |       |        | 0.5 | 1.3  |     |     |     | 1.3 | 2.8 |
| 1974-75   | 24   | Golden State Warriors | NBA  | 67  |     | 11.3 | 1.5 | 3.2 | .470 |    |     |     | 1.0 | 1.4 | .722 | 0.9   | 1.3    | 2.2 | 1.5  | 0.6 | 0.0 |     | 1.6 | 4.1 |
| 1975-76   | 25   | Golden State Warriors | NBA  | 82  |     | 17.8 | 2.2 | 4.2 | .528 |    |     |     | 1.9 | 3.0 | .641 | 1.4   | 1.9    | 3.3 | 2.9  | 0.9 | 0.0 |     | 2.1 | 6.4 |
| 1976-77   | 26   | Golden State Warriors | NBA  | 79  |     | 21.3 | 2.8 | 5.3 | .523 |    |     |     | 1.6 | 2.6 | .635 | 1.5   | 2.2    | 3.7 | 4.4  | 0.8 | 0.1 |     | 2.1 | 7.2 |
| 1977-78   | 27   | Golden State Warriors | NBA  | 78  |     | 21.3 | 1.6 | 3.2 | .510 |    |     |     | 1.8 | 2.5 | .708 | 1.1   | 2.6    | 3.7 | 5.2  | 0.9 | 0.0 | 2.1 | 2.3 | 5.0 |
| 1978-79   | 28   | Chicago Bulls         | NBA  | 43  |     | 15.9 | 1.0 | 2.9 | .360 |    |     |     | 0.7 | 1.0 | .667 | 0.6   | 1.4    | 2.0 | 2.7  | 0.7 | 0.0 | 1.5 | 1.9 | 2.7 |
| Total     |      |                       | NBA  | 361 |     | 17.6 | 1.9 | 3.8 | .497 |    |     |     | 1.5 | 2.2 | .672 | 1.2   | 1.9    | 3.0 | 3.4  | 0.8 | 0.0 | 1.9 | 2.0 | 5.3 |

### Playoffs
| Temporada | Edad | Equipo                | Liga | P  | MIN | TCA | TC  | 3PA | 3P | TLA | TL | R.OF. | REB | ASIS | ROB | TAP | PER | FP | PTS | %TC  | %3P | %FT  | MIN  | PTS | REB | AST |
| 1974-75   | 24   | Golden State Warriors | NBA  | 13 | 112 | 10  | 24  |     |    | 16  | 28 | 5     | 17  | 17   | 5   | 2   |     | 23 | 36  | .417 |     | .571 | 8.6  | 2.8 | 1.3 | 1.3 |
| 1975-76   | 25   | Golden State Warriors | NBA  | 13 | 260 | 33  | 57  |     |    | 24  | 33 | 20    | 36  | 38   | 22  | 1   |     | 29 | 90  | .579 |     | .727 | 20.0 | 6.9 | 2.8 | 2.9 |
| 1976-77   | 26   | Golden State Warriors | NBA  | 10 | 236 | 13  | 37  |     |    | 15  | 23 | 17    | 38  | 69   | 7   | 0   |     | 28 | 41  | .351 |     | .652 | 23.6 | 4.1 | 3.8 | 6.9 |
| Total     |      |                       | NBA  | 36 | 608 | 56  | 118 |     |    | 55  | 84 | 42    | 91  | 124  | 34  | 3   |     | 80 | 167 | .475 |     | .655 | 16.9 | 4.6 | 2.5 | 3.4 |